# Bundesautobahn 32
Pour les articles homonymes, voir A32.
La Bundesautobahn 32 est un projet de Bundesautobahn dans le Land de Basse-Saxe.